# Ден Цзянь
Ден Цзянь (1 січня 1989) — китайський плавець.
Учасник Олімпійських Ігор 2008 року, де в попередніх запливах на дистанції 200 метрів на спині посів 37-ме місце і не потрапив до півфіналів.